# Montanari (cràter)

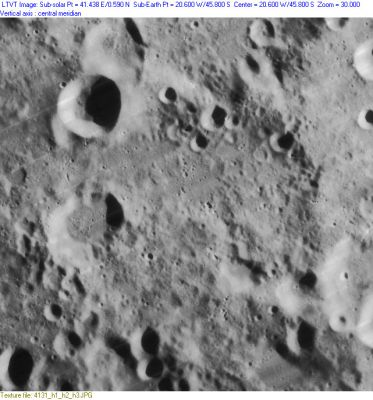
Una altra imatge procedent de la missió Lunar Orbiter 4

Montanari és un cràter d'impacte lunar. Es troba a l'oest-sud-oest del prominent cràter Tycho i del seu sistema de marques radials, en la vora sud de la plana emmurallada del cràter Wilhelm. En el costat nord-oest es troba el cràter Lagalla molt deteriorat, i just al sud es troba la gran plana emmurallada de Longomontanus.

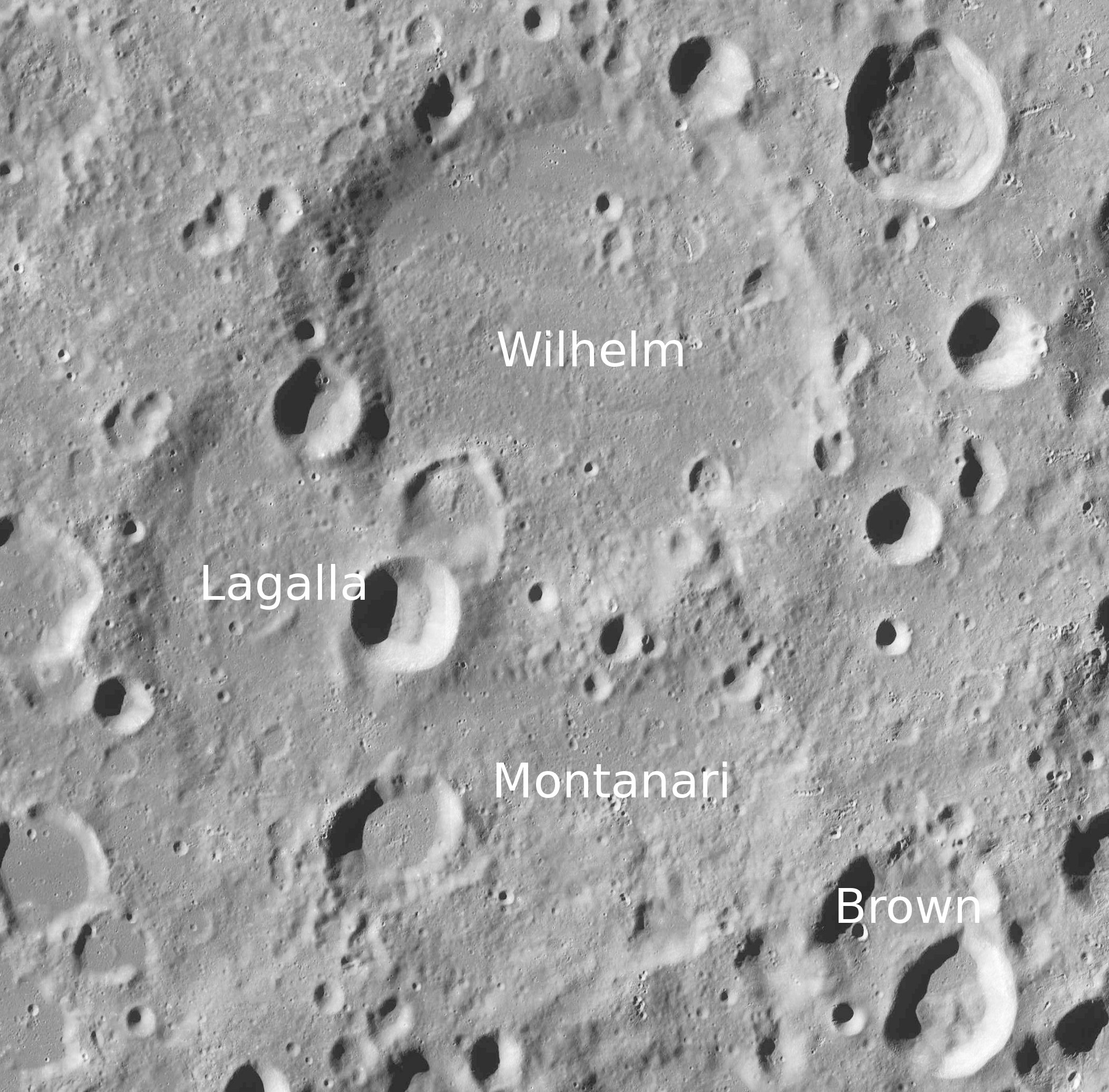
Entorn de Montanari. Fotografia de la missióLunar Reconnaissance Orbiter

El brocal de Montanari ha estat tan profundament erosionat per successius impactes, que és poc més que una suau elevació irregular vorejant el sòl interior. Aquests impactes han distorsionat la forma del cràter, i gairebé s'ha esborrat per complet el sector meridional de la vora. Materials ejectatats procedents de Longomontanus se superposen a part del sòl sud. El cràter satèl·lit Montanari D travessa la vora en el seu costat occidental, i cobreix part del sòl interior. El sector nord de la planta és més regular, i manca de l'abundància de marques que posseeix el costat sud.

## Cràters satèl·lit
Per convenció aquests elements són identificats en els mapes lunars posant la lletra en el costat del punt central del cràter que està més prop de Montanari.
|           | \| Montanari \| Coordenades \| Diàmetre \| \| --------- \| ------------------------------------ \| -------- \| \| D \| 45° 54′ S, 22° 06′ O / 45.9°S,22.1°O \| 24 km \| \| W \| 44° 48′ S, 18° 06′ O / 44.8°S,18.1°O \| 7 km \| |          |
| Montanari | Coordenades | Diàmetre |
| D         | 45° 54′ S, 22° 06′ O / 45.9°S,22.1°O | 24 km    |
| W         | 44° 48′ S, 18° 06′ O / 44.8°S,18.1°O | 7 km     |